# Ahora o nunca
Ahora o Nunca (em português:  Agora ou Nunca; em inglês:  It's Now or Never) é uma comédia romântica espanhola de 2015 dirigido por María Ripoll.

## Produção e lançamento
A filmagem de Ahora o nunca começou em 3 de novembro de 2014 e durou sete semanas em Barcelona, no município de Camprodon (Girona) e finalmente concluído em Amsterdã em 19 de dezembro daquele ano. O filme teve sua estreia em Madrid em 16 de junho de 2015 e foi lançado na Espanha em 19 de junho.
O filme teve um orçamento de 2,9 milhões de euros, ao qual foram adicionados os custos de publicidade. A Sony Pictures apresentou Ahora o nunca em 426 telas de 354 locais, o que significou um aumento da divulgação em relação aos demais filmes espanhóis lançados até agora.

## Recepção e espectadores
Ahora o nunca foi o segundo filme mais visto da Espanha em seu primeiro fim de semana de exibição (con 222 937 espectadores), quando arrecadou 1,5 milhão de euros, tornando-se a melhor estreia espanhola do ano.
Até o momento, é o filme espanhol dirigido por uma mulher de maior bilheteria na história, tendo ultrapassado Te doy mis ojos e También la lluvia (ambas de Icíar Bollaín; com 5 milhões e 3,9 milhões de euros coletados, respectivamente), La vida secreta de las palabras (de Isabel Coixet; com 3,5 milhões de euros) e El crimen de Cuenca (de Pilar Miró; com 2,7 milhões).
Em relação ao número de espectadores, Ahora o nunca tornou-se o segundo longa-metragem dirigido por uma mulher mais assistindo na história, superado apenas por El crimen de Cuenca (com 1,9 milhões de espectadores). Seguidos por Los duendes de Andalucía (de Ana Mariscal; com 1,3 milhões de espectadores), La petición (de Pilar Miró; com 1,2 milhões) e Te doy mis ojos (com um milhão).

## Elenco
- María Valverde como Eva[1]
- Dani Rovira como Álex (Noivo de Eva)
- Clara Lago como Tatiana (Prima de Eva)
- Jordi Sánchez como Fermín
- Joaquín Núñez como Santiago
- Gracia Olayo como Caritina
- Yolanda Ramos como Tita Nines[1]
- Melody como Irene (Irmã de Alex)
- Alicia Rubio como Belén (Irmã de Eva)
- Marcel Borràs como Gabriel
- Carlos Cuevas como Dani
- Víctor Sevilla como Jesus
- Anna Gras como Seis (Amiga da Eva)

## Prêmios e indicações
Ahora o nunca foi indicado na quarta edição do Neox Fan Awards como melhor filme do ano. A cerimônia de premiação foi realizada em Madrid em 28 de outubro de 2015, sendo transmitida ao vivo pela Neox.
Em 2 de dezembro de 2015, a Academia Catalã de Cinema anunciou a candidatura de Ahora o nunca para o Prêmio Gaudí em sua oitava edição, que aconteceu em 31 de janeiro de 2016, em Barcelona.
Além disso, foi candidato a melhor filme do ano na trigésima edição do Goya Awards, realizada no dia 6 de fevereiro de 2016 em Madrid.